# Jan Kotěra
Jan Kotěra (n. 18 decembrie 1871, Brünn, Austro-Ungaria – d. 17 aprilie 1923, Vinohrady⁠(d), Cehoslovacia) a fost un arhitect, artist și designer de interior ceh, una dintre figurile-cheie ale arhitecturii moderne din Boemia.

## Biografie
Kotěra s-a născut la Brno, cel mai mare oraș din Moravia, dintr-un tată ceh și o mamă vorbitoare de limba germană. A studiat arhitectura la Viena în ultimele zile ale Imperiului Austro-ungar, cu profesorul vienez Otto Wagner.
Kotěra s-a întors la Praga în 1897 pentru a ajuta la crearea unei mișcări dinamice de arhitecți și artiști naționaliști cehi centrate în jurul Uniunii de Arte Frumoase Mánes. Puternic influențată de stilul arhitectonic al Secesiunii vieneze, opera sa arhitectonică face legătura între designul arhitectural de la sfârșitul secolului al XIX-lea și modernismul timpuriu. Kotěra a colaborat cu sculptorii cehi Jan Štursa, Stanislav Sucharda și Vojtěch Sucharda, fiul lui Stanislav, la mai multe clădiri.
Ca profesor, Kotěra a pregătit o generație de arhitecți cehi, inclusiv Josef Gočár, care va aduce modernismul ceh la apogeu în anii de dinaintea ocupației naziste din 1939.

## Lucrări
- Muzeul Boemiei de Est din Hradec Králové[17] (1908-1912)
- Casa Peterka, Piața Venceslau nr. 12, Praga (1899-1900)
- Casa națională din Prostějov
- Villa Trmalova - o vilă rustică din Praga[18]
- Vila lui Tomáš Bata din Zlín
- Facultatea de Drept de la Universitatea Carolină din Praga (1924-1927)
- două monumente pentru membrii familiei Perutz în Noul Cimitir Evreiesc

## Imagini

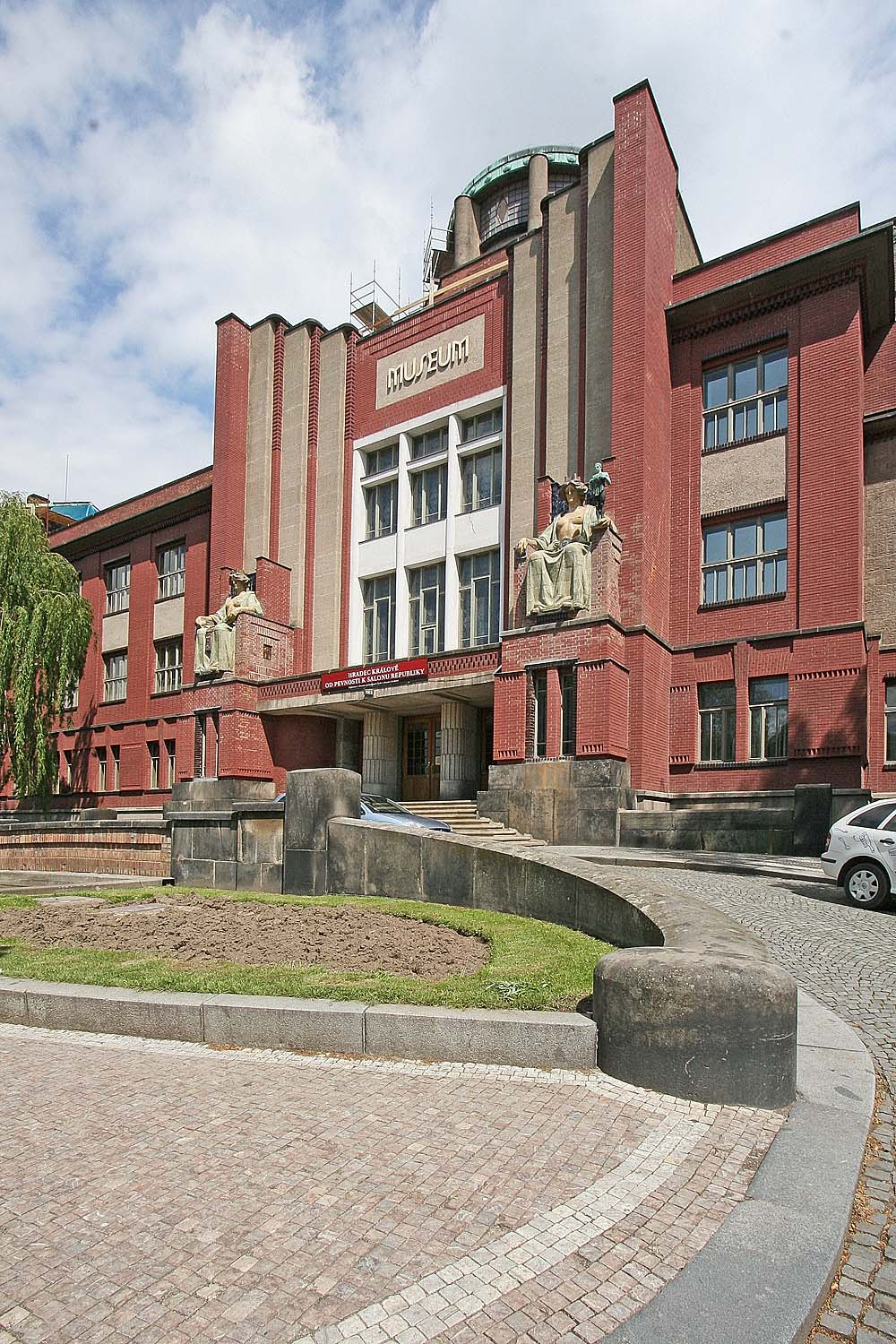
Muzeul Bohemiei de Est, Hradec Králové.
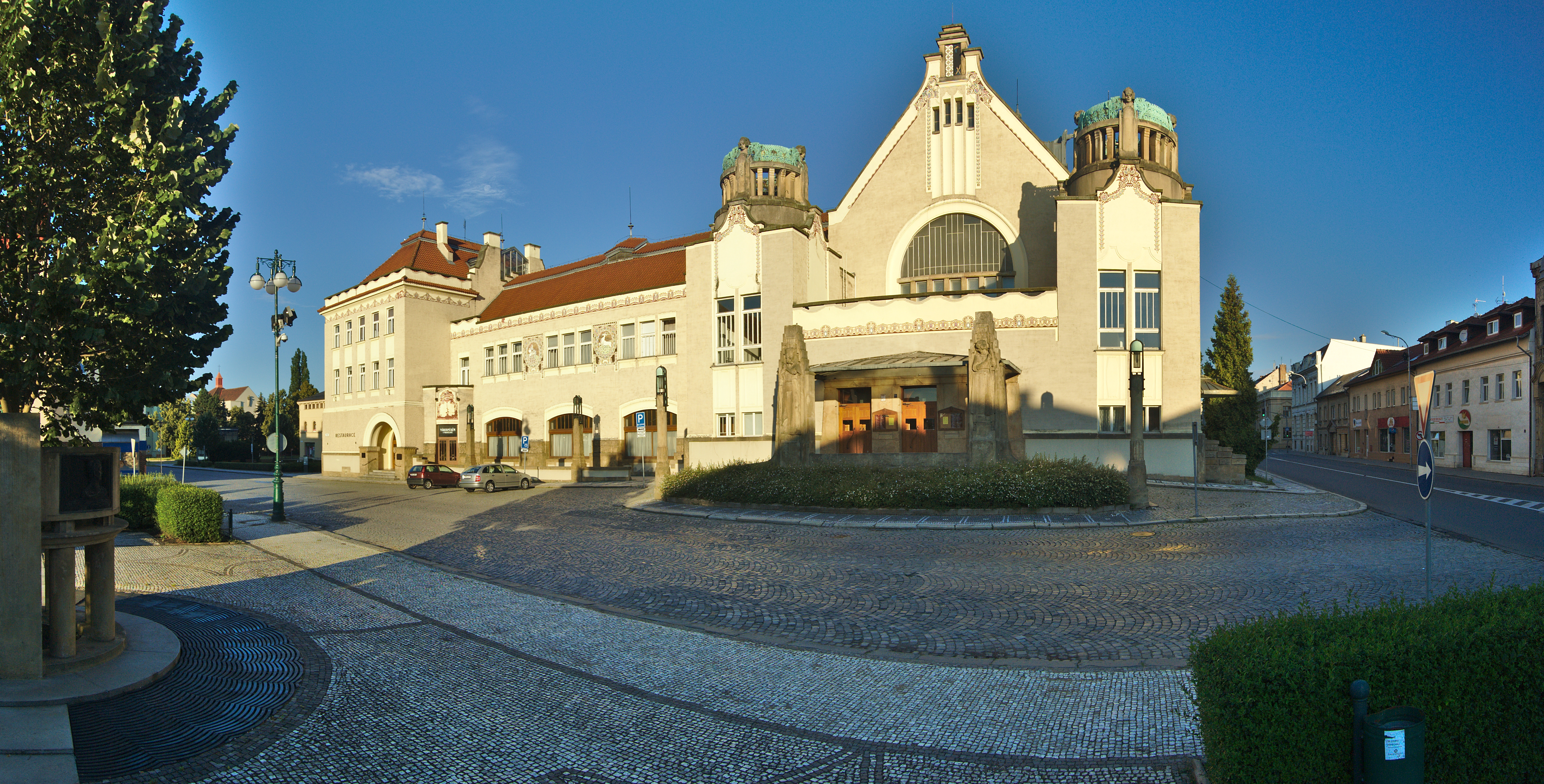
Casa națională (Národní dům), Prostějov.
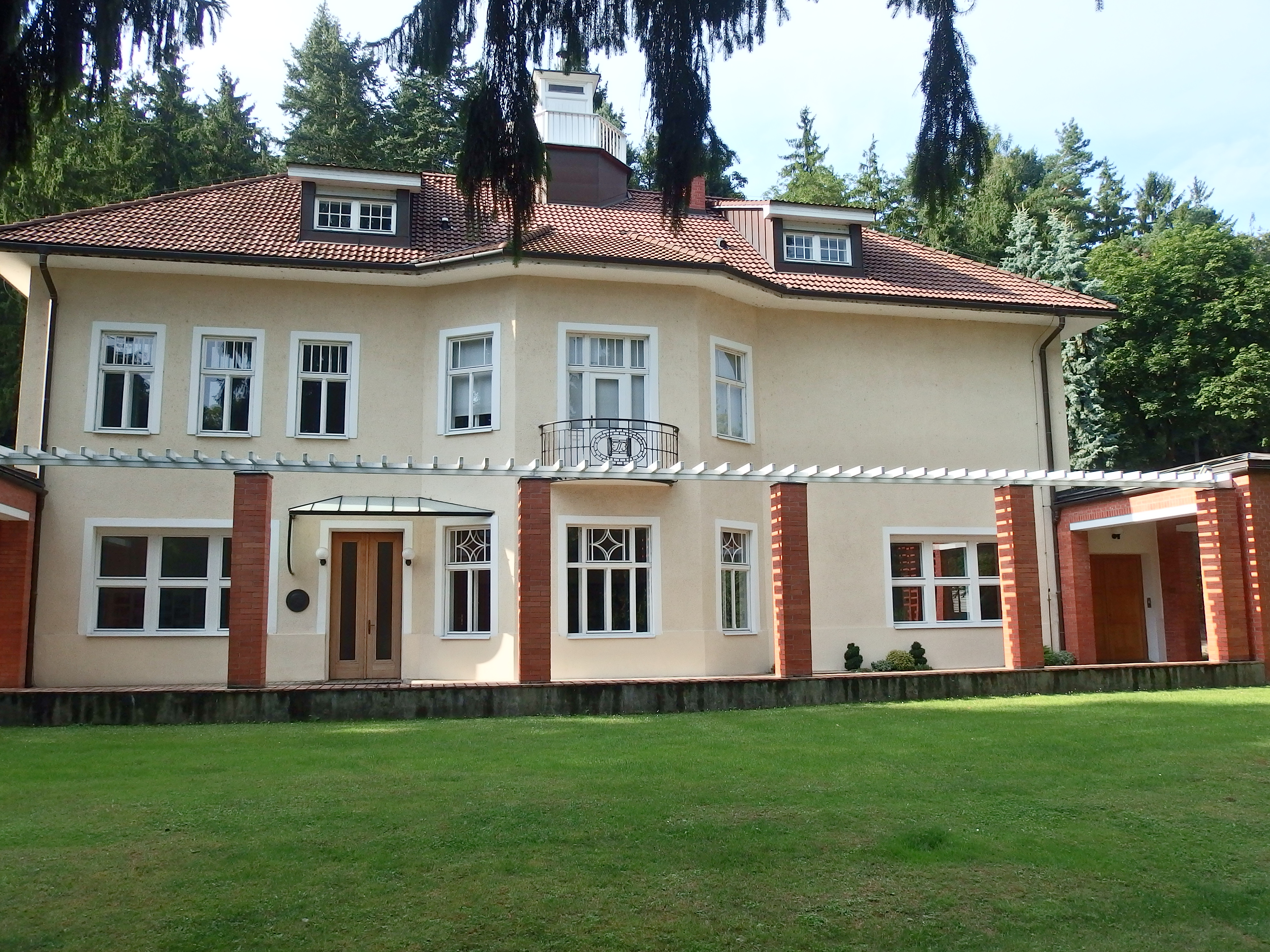
Casa Baťa, Zlín.
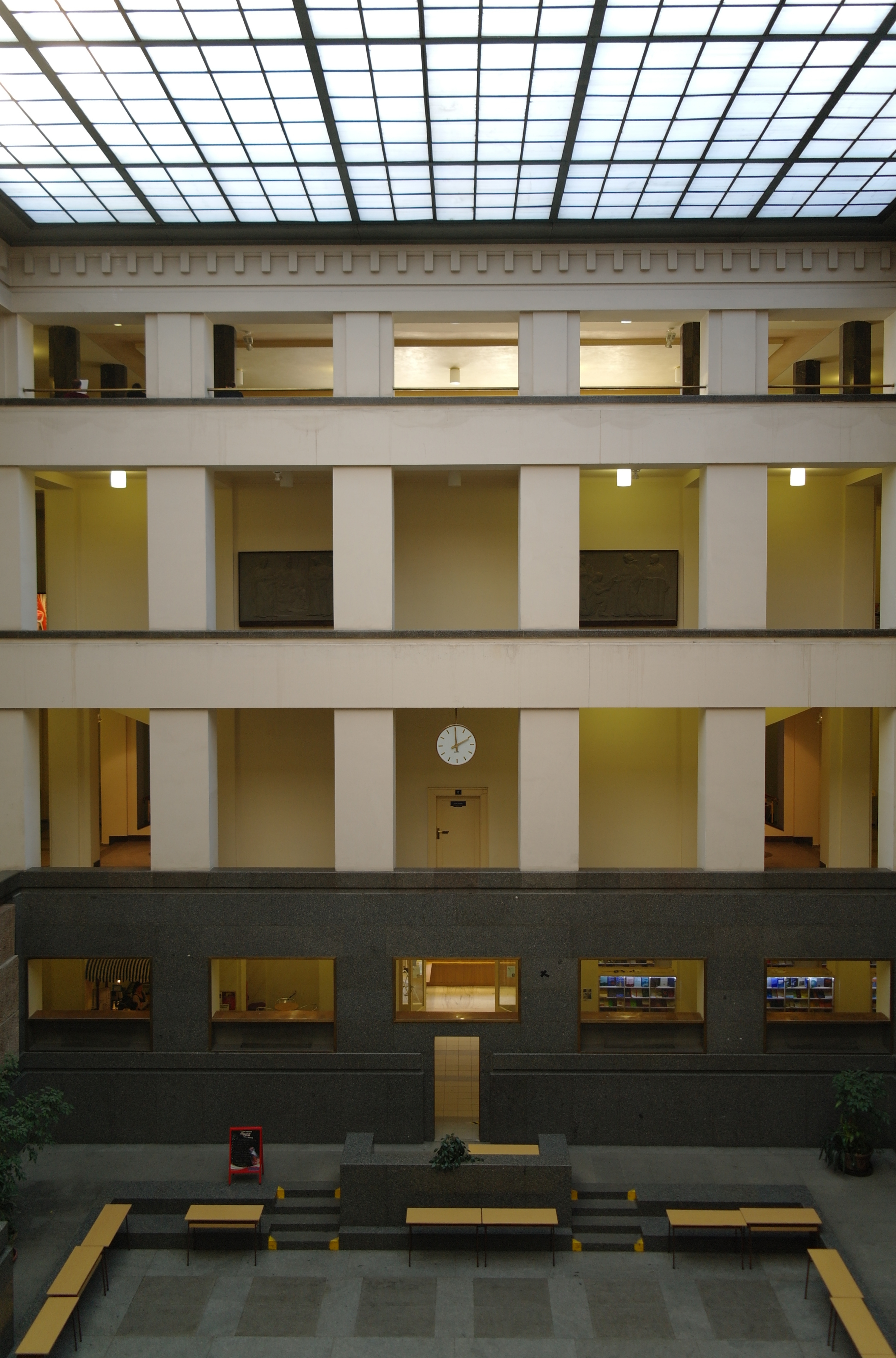
Facultatea de drept, Praga.
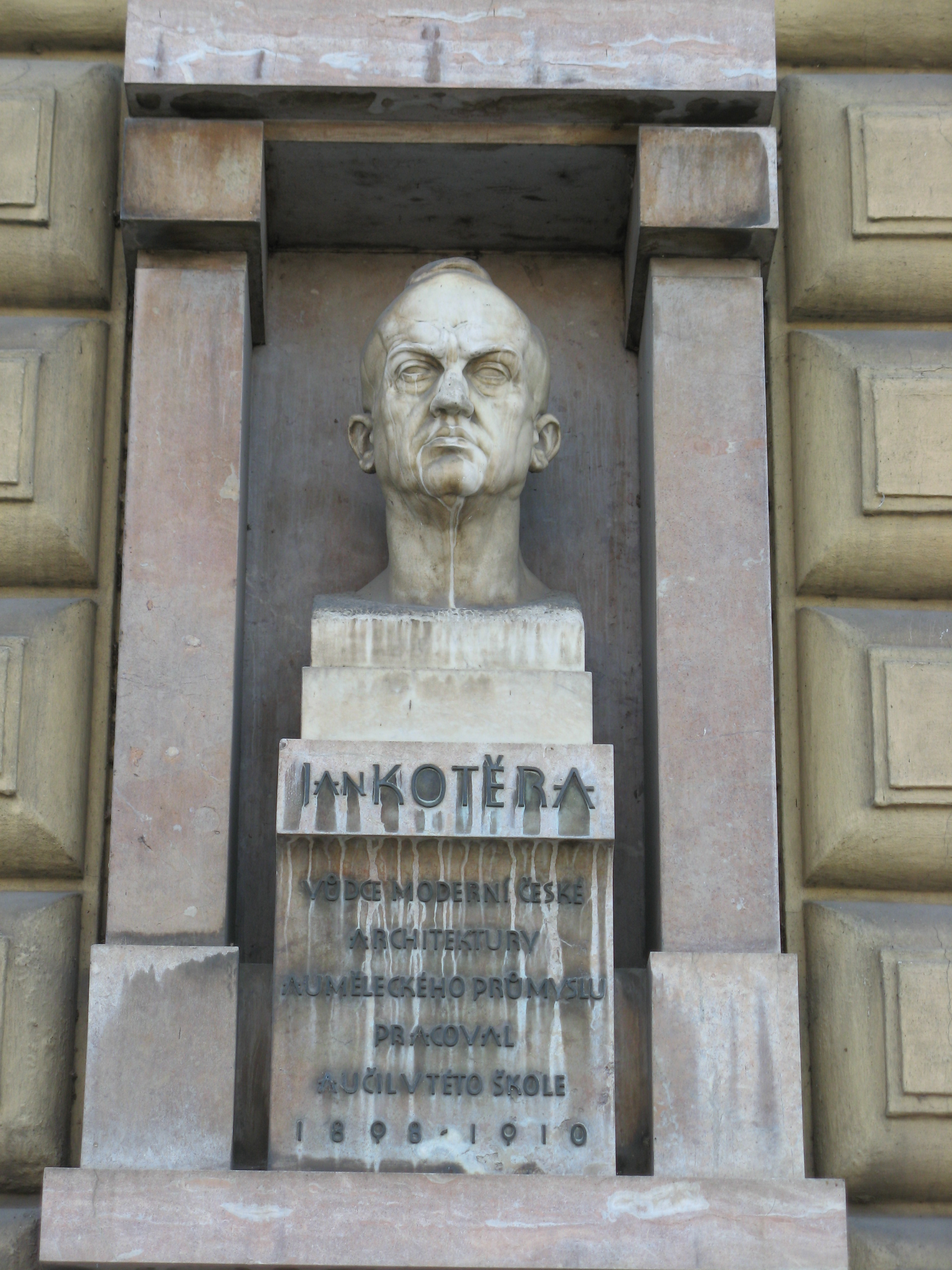
Bust în Praga.